# Adorf/Vogtl.
Adorf/Vogtl., Adorf/Vogtland – miasto w Niemczech, w kraju związkowym Saksonia, w powiecie Vogtland, w regionie Vogtland. Liczy 5480 mieszkańców (2009).
W latach 1697–1706 i 1709–1763 miasto wraz z Elektoratem Saksonii było połączone unią z Polską, a w latach 1807–1815 wraz z Królestwem Saksonii unią z Księstwem Warszawskim.

## Transport
W mieście krzyżują się drogi krajowe B92 i B283. W mieście znajduje się stacja kolejowa Adorf (Vogtl).